# 강원에너지
강원에너지(Kangwon Energy Co., Ltd.)는 산업용 설비, 화공설비, 발전플랜트 설비를 설계·제작하는 대한민국의 기업이다

## 역사
1976년 2월 6일에 (주)강원보일러제작소로 설립되었으며 2009년에 코스닥시장에 상장하였고 2019년 2월 (주)강원, 2021년 강원에너지로 상호를 변경하였다.

## 자회사
자회사로 강원이솔루션를 보유하고 있고 50억 규모의 채무보증을 하고 있다

## 참고문헌
1. ↑  박상원, 강원에너지, 신진용·유승주 각자 대표 체제로 변경,  《내외경제TV》 2023.03.31
2. ↑  이경선, 강원에너지 주가 바닥 찍었다...삼중 바닥 벗고 20일 이평선 돌파,  《핀포인트뉴스》 2023년 11월 28일
3. ↑  업계소식,,,강원보일러 제작소, 한국에너지신문, 1999.03.15
4. ↑  윤주혜, 특징주 강원에너지, 자회사 무수수산화리튬 공급 호재에 7%대 급등,  《이코노믹 리뷰》 2023.11.28
5. ↑  이정현, 강원에너지, 종속사 강원이솔루션에 50억 규모 채무보증,  《이데일리》 2023.12.08